# Paul Kunigis
Paul Kunigis est un auteur-compositeur-interprète québécois né à Bydgoszcz, en Pologne en 1953. Pendant son enfance, il vit en contact étroit avec plusieurs cultures : juive, catholique, arabe, orientale et occidentale. Après avoir vécu en Israël, à Toronto, à Chicoutimi, à Paris et à Amsterdam, il s’installe dans le quartier Mile End (Montréal). À l’âge de quarante ans, il quitte son travail pour se consacrer à la musique et forme le groupe polyglotte Jeszcze Raz dont les chansons se promènent entre le français, l’hébreu, le yiddish, l’arabe et le polonais. Suit une carrière solo où l’artiste renoue avec ses racines multiples : juif par son père, catholique par sa mère, polonais par sa naissance, amateur de rock, jazz et blues par son adolescence, le musicien autodidacte interprète de la musique qui mêle folk, tzigane, klezmer, manouche et musiques arabisantes Citoyen du monde, ouvert à toutes les cultures, il est une figure marquante du monde musical québécois. Dans son œuvre, il traduit une rencontre de cultures et de musiques en provenance de l’Orient et de l’Occident, de l’Afrique du Nord, d’Europe centrale. Sa musique est aussi teintée d’accents de blues, de jazz et même de country. La qualité de son travail a été moult fois soulignée et elle a été récompensée au gala des Prix Juno en 2003 avec le Juno pour le meilleur album de musique du monde. Il a reçu plusieurs autres distinctions et prix pour son travail comme chanteur et compositeur.

## Biographie
Paul (Pawel) Kunigis naît à Bydgoszcz, voïvodie de Couïavie-Poméranie, en Pologne en 1953. Son père — un Polonais juif dont la famille est en Lithuanie — est un colonel dans l’armée polonaise (d’ailleurs un des rares officiers juifs) et il a été plusieurs fois décoré,. Sa mère Maria Sobolewskich est polonaise et catholique.
À la suite d'événements politiques, le père de Paul Kunigis quitte la Pologne en 1955 pour se réfugier en Israël. Un an plus tard, le reste de la famille le rejoint à Jaffa mais, comme la Pologne est communiste, la sœur aînée de Paul Kunigis reste au pays avec la famille catholique de sa mère. Ce qui était censé être un court séjour se prolonge à la suite du décès de leur mère des suites d’un cancer en 1958. La famille reste donc en Israël même si une grande partie de leur famille vit toujours en Pologne, « à Gdańsk, Bydgoszcz, Włocławek, Łódź et Słupsk».
Afin de protéger leur héritage polonais, Paul Kunigis et son frère sont inscrits à l’école française et catholique de la ville arabe de Jaffa. Il vit donc dans une société où juifs, catholiques, Français, Anglais et Arabes se côtoient et cela influencera grandement sa musique plus tard. Bien qu’il soit juif, le père de Paul Kunigis élève ses enfants dans les traditions polonaises, en catholiques et même s’il aurait pu parler yiddish avec eux, il ne leur parle qu’en polonais. Héritier de deux cultures (juive et catholique), Paul Kunigis fait à la fois sa première communion et sa bar-mitsvah (en hébreu : בר מצווה). Si à la maison, le père de Paul Kunigis chante en français, en polonais et en russe il n’en est pas moins en:cantor juif — aussi appelé hazzan (en hébreu :חַזָּן) — à la synagogue pendant que de son côté, Paul Kunigis est soliste dans la chorale de l’église,.
En 1967, après la guerre des Six Jours, son frère aîné, dégoûté de la guerre, quitte Israël pour Toronto. De son côté, bien que les catholiques ne sont pas obligés de faire leur service militaire, Paul Kunigis s’enrôle quand même « to maintain that part of my Israeli identity».
En 1972, alors que Paul a dix-neuf ans, il émigre au Canada. Il arrive à Toronto et s’inscrit alors au Glendon College et apprend l’anglais. Dans ce collège, il fait la rencontre de plusieurs Québécois qui lui font découvrir la musique québécoise. À la fin de ses études, il travaille pour des compagnies aériennes, dont l’une qui l’envoie travailler à Paris pendant un an. De retour au Canada, Paul Kunigis est muté à Montréal en 1984. Puis, il fait un séjour à Chicoutimi pour revenir s’installer définitivement à Montréal. La montée du syndicat Solidarność en Pologne et l’arrivée de Lech Wałęsa au pouvoir le secouent : il se sent interpellé et il a le goût de retrouver ses racines polonaises.
En 1993, à l’âge de quarante ans, sans aucun diplôme, il quitte son travail et se met à la musique. Il fait la tournée des pianos-bars et se retrouve au restaurant Chez Alexandre où, en échange d’un repas, il joue du piano,.

### Période Acoustik Bluenotes
En 1993, Paul Kunigis se retrouve au sein du groupe Acoustik Bluenotes qui joue du blues véritable comme les « Willie Dixon, Muddy Waters et Howlin’ Wolf». Paul est à la fois interprète, musicien et arrangeur ; il joue du piano et chante du Delta blues acoustique en anglais. Un soir, pendant un spectacle au Club Soda, en manque de matériel, Paul Kunigis interprète sa première chanson qu’il a écrite à Chicoutimi : il s’agit d’une composition en polonais Jeszcze Raz/Encore une fois, une phrase chantée par les Polonais pour souhaiter bon anniversaire à une personne. Il connaît alors un succès instantané et cela amène Paul Kunigis vers d’autres horizons.

### Période Jeszcze Raz
Paul Kunigis se sépare du groupe Acoustik Bluenotes pour poursuivre son propre projet. Il quitte donc le blues pour se tourner vers la musique de ses multiples racines. En 1995, à la suite de la rencontre avec des musiciens montréalais (Tommy Babin, Rémi Leclerc, Jean-Denis Levasseur, Caroline Meunier et Carmen Piculeata), le pianiste auteur-compositeur-interprète forme avec eux le nouveau groupe qui porte le nom Jeszcze Raz. C’est alors que toutes ses influences musicales juives, polonaises, klezmer, tzigane, jazz, yiddish refont surface.
En 1997, le groupe produit à compte d’auteur leur premier disque Pamietan en polonais où le blues et jazz nord-américain côtoient le tzigane et le klezmer. Ce premier disque parle surtout de l’histoire familiale de Paul Kunigis, histoires que lui a racontées son père. « Les critiques sont excellentes et les amateurs de musique du monde sont ravis». Et le groupe connaît un grand essor et se produit dans des salles de plus en plus importantes. En 1998, Kunigis crée quelques chansons pour la série "Ces enfants d’ailleurs"  diffusée à TVA (réseau de télévision).
Trois ans plus tard, en 2001, Jeszcze Raz signe un contrat avec la compagnie de disque Audiogram et l’année suivante le groupe présente son deuxième disque Balagane avec l’aide du producteur Yves Desrosiers qui travaille aussi avec Jean Leloup, Lhasa de Sela. L’album Balagane — qui veut dire autant en hébreu (בלגאן) qu’en polonais (bałagan) « Chaos » — est à la fois festif et sévère. Les chansons de Paul Kunigis sont en quatre langues: polonais, hébreu, arabe et français. Certaines des chansons du disque ont été « adaptées par des groupes de musique de Norvège, Danemark et Pologne. Balagane « reçoit des critiques exceptionnelles tant et si bien qu’il rafle le Juno pour le meilleur album de musique du monde au Canada en 2003». Une des chansons de ce disque Czarna Kawa/Café noir fait partie de la compilation de l’album Global Rythmes (États-Unis) aux côtés, entre autres, des chansons de Kassé Mady Diabaté, Lucky Dube. Une autre chanson Shequette/Silence « a été choisie à titre de meilleure chanson de Polish Minimax First Compilation (2003) ». Le groupe Jeszcze Raz se produit partout : Toronto, Vancouver, en Europe et dans multiples festivals nationaux et internationaux. Il participe aussi à de nombreuses émissions de télévision et de radio. « Jeszcze Raz a présenté l’intégral de son spectacle en direct à la radio de Radio-Canada et à Radio Cracovie». Toujours en 2003, la réalisatrice Stella Goulet après avoir entendu Paul Kunigis chanter à la radio, lui demande de faire la musique de son film La pension des étranges. Paul Kunigis accepte et assume la composition, la réalisation et l’enregistrement de la trame sonore du film.
Début 2004, à cause de problèmes budgétaires, Paul Kunigis part sans le groupe en Pologne — sa terre natale — où il entreprend une série de concerts. Il présente ses chansons à Cracovie et à Varsovie. Toujours la même année, le disque 2 univers paraît avec la collaboration de Tommy Babin. Sur cet album, on retrouve la musique du film La pension des étranges et quelques pièces remixées de leur premier album Pamietan. 2 univers est mis en nomination au Gala de l’ADISQ (Association québécoise de l’industrie du disque, du spectacle et de la vidéo) en 2005. Puis, Paul Kunigis part comme dans une sorte de pèlerinage vers La Nouvelle-Orléans où, un soir, dans un bar, il se joint au groupe sur scène parce que le pianiste leur a fait défaut et il joue When the Saints Go Marching In avec eux. Pour le remercier, un des musiciens lui remettra un chapeau qu’il porte toujours aujourd’hui.
Début 2005, Paul Kunigis reçoit la Croix d’argent du Mérite du gouvernement de la Pologne. Toujours la même année, à la demande du couple canadien en patinage artistique, Craig Buntin et Valérie Marcoux, il crée la musique pour leur programme style libre pour les Jeux olympiques d'hiver de 2006 de Turin; c’est ainsi que la pièce musicale Our Song naît. Puis, à l’automne, il met fin à Jeszcze Raz et entreprend une carrière solo.

### Carrière solo
Comme auteur-compositeur-interprète, Paul Kunigis lance en mai 2006 son premier album solo Exodus, toujours chez Audiogram. Le disque se retrouve en nomination au Gala de l’ADISQ (Association québécoise de l’industrie du disque, du spectacle et de la vidéo) en 2007. Avec Exodus, Paul Kunigis, avec ses musiciens, entreprend une tournée de spectacle à travers le Québec et parfois il offre des concerts solos.
En 2007, il compose, réalise et enregistre la trame sonore du spectacle Copeaux de neige pour le Théâtre de deux Mains.
En 2008, aux FrancoFolies de Montréal, Paul Kunigis monte sur la scène en présentant, en exclusivité, un spectacle hybride Instantané qui regroupe d’autres auteurs, compositeurs, interprètes et musiciens venant de tous les styles : Yves Lambert, Vander[Lequel ?], François Lalonde, et al.
Puis, il se tourne vers la préparation d’un livre-disque jeunesse, un "abécédaire" dont il compose et réalise la musique alors que Christiane Duchesne en assume les textes. Wapiti !  est lancé en mai 2009 par la prestigieuse maison de production La montagne secrète qui a un rayonnement en Europe et aux États-Unis. Au début 2012, la version anglaise de ce livre-disque paraît : W is for Wapiti !  et c’est lui qui a traduit, adapté les textes et en a assumé la réalisation. La même année, Paul Kunigis se joint à la maison de disques Avalanche Prod, et il lance "1 moment !" avec ses fidèles musiciens Carmen Piculeata et Jean-Denis Levasseur — du groupe Jeszcze Raz —, Jacques Kuba-Séguin et Stéphane Tellier et. Puis, avec ce disque, il part en tournée qui le conduira en France, en Suisse, en Israël. L’année suivante, son spectacle "1 moment !" est enregistré pour l’émission Canada Live de CBC radio Montreal dans le cadre de la série Mundo Montréal.  Toujours en 2013. Paul Kunigis donne des ateliers artistiques avec des élèves du secondaire en vue de créer un spectacle musical incluant chants, danse et théâtre. Le spectacle s'appelle: Ma ruelle c’est la plus belle. Christiane Duchesne écrit les textes et Véronique Marcotte fait la mise en scène. L’événement voit le jour le jour à l’automne 2013.
Avec le nouveau spectacle 1 moment ! , il participe de nombreuses fois à l’émission Belle et Bum, à Télé-Québec. On le voit aussi, entre autres, au cabaret du Mile-End, au Festival du bout du monde de Gaspé, aux Francofolies de Montréal (2014-2017), à l’ambassade de la Pologne à Ottawa, et de nombreux autres endroits au Canada. Il se produit sur des scènes internationales : Suisse, France, Israël, etc.
À l’automne 2014, Paul Kunigis fait paraître le livre Voix migrantes : naître ailleurs, vivre ici, en collaboration avec Véronique Marcotte. Un livre qui regorge d’interviews d’immigrants donnant leurs points de vue sur le Québec. En 2016, il devient comédien et tient le rôle principal de Samuel Badaszcs, pour le film de Raphaël Nadjari Mobile étoile. Il joue aux côtés de Luc Picard et de Géraldine Pailhas. Le film reçoit le prix Tobias Spencer Award au 32e Festival international du film de Haïfa de Haïfa, en Israël en 2016.
En 2019, Kunigis met sur pied des ateliers de cuisine conviviale pour toute la famille, il continue à présenter le projet Wapiti !  (un abécédaire en chansons) dans les écoles et il poursuit sa carrière d’auteur-compositeur-interprète au Moyen-Orient, en Europe et au Québec.
Neuf ans après l’album 1 Moment ! , en 2021, Kunigis présente son nouvel album Yallah qui reflète toutes les cultures et les influences dans lesquelles le chanteur depuis sa naissance.
Au cours de sa carrière, Paul Kunigis a donné des spectacles au Canada, au Maroc, en Israël, en Pologne, en France, participant à de nombreux événements : Festival de jazz, FrancoFolies, Festival des musiques du Monde, festival of World Music, etc. À la télévision, il apparaît dans des émissions comme le Gala de L’ADISQ, Spécial Michel Rivard, et dans plusieurs enregistrements de ses spectacles comme Balagane, Exodus, 2 Univers, 1 Moment !  sur CBC et ICI Radio-Canada Télé. Son spectacle Balagane a été diffusé à en:Radio Kraków en Pologne.

## Discographie
Les années de productions sont tirées des pochettes de disque.

### Avec le groupe Acoustik Bluenotes
- 1994 : Great Day, prod. Production Acoustik Bluenotes/Independent[3] 1994 : ‘‘Great Day’‘

1. Great Day (traditionnel) (03:26)
2. I’m Ready (Willie Dixon) (03:42)
3. Mr Siegal (Tom Waits) (04:42)
4. I Can’t Believe You (You Wanna Leave) (Leo Price & Richard Penniman) (03:30)
5. Mojo Working (McKinley Morganfield) (05:09)
6. Sitting On Top Of The World (Chester Burnet) (04:32)
7. Last Night (Acoustik Bluenotes, Paul Kunigis) (04:33)
8. Worried About My Baby (Chester Burnet) (03:36)
9. You Can't Judge A Book (Willie Dixon) (03:08)
10. Built For Comfort(Willie Dixon) (06:09)
11. Cajun Love Song (Leon Russell) (03:50)

### Avec le groupe Jeszcze Raz
- 1997 : Pamietam (Je me souviens), Musique Multi-Montreal – MMM 0032 1997 : Pamietan

1. Cudo (Quelle Merveille) (02:54)
2. Trudno (Tant Pis) (02:42)
3. Kto Piaszki Ma (Quand On A De L’argent) (04:11)
4. Lulaj (Une Berceuse) (05:32)
5. Ja Cie Kocham (Je T’aime) (04:31)
6. Wojna (La Guerre) (03:19)
7. Taki Tango (Tout Un Tango) (03:40)
8. Tak Daleko (Si Loin) (03:12)
9. Jeszcze Raz (Encore Une Fois) (05:17)
10. Na Pamiatke (En Mémoire) (02:57)
11. Czekawi Jestem (Je Me Demande) (03:53)
12. Cali Czass (Tout Le Temps) (03:20)
13. Bonjour maman (03:43)

- 2001 : Balagane (Chaos), Audiogram – ADCD 10152

- 2004 : 2 Univers, fusion de deux projets : des chansons de son premier album Pamietan (1996) avec Jeszcze Raz et la bande sonore du film La pension des étranges (2003) ; Audiogram – ADCD 10174 2004 : 2 Univers

1. Jeszcze Raz (04:50)
2. Il avait l’âme (01:36)
3. Lulaj (05:32)
4. Lydia la coquine (01:47)
5. Les catastrophes s’enchaînent (04:36)
6. Les catastrophes (Suite) (04:26)
7. Trudno (02:41)
8. Kto piashki ma (03:01)
9. Le beau Walter (03:34)
10. Les amours de Luce (02:18)
11. Étienne la perle (01:17)
12. Le Bar (00:39)
13. Le roupillon du beau docteur (00:57)
14. Cudo (02:54)
15. Le nid devient un nid (03:05)
16. Arrivée des pensionnaires (01:16)
17. Le banquet (02:35)
18. La maman de René (01:00)
19. Le ciel qui tombe (01:36)
20. Bonjour maman (03:38)

### Paul Kunigis solo
- 2006 : Exodus, Audiogram – ADCD-10198

- 2012 : 1 Moment !; Avalanche Productions – AVA2-0004

- 2021 : Yallah, Production indépendante, CA-QDR-21 2021 : Yallah

1. Yallah (3:20)
2. Biegam (Je cours) (3:36)
3. Maidan Tahrir (3:33)
4. Lampedusa (4:25)
5. Czekam (En attente) (4:24)
6. Letnia Milosc (Amour d'été) (3:20)
7. Canal St.Martin (3:37)
8. Sans nom (2:32)
9. Jaz Wowczas(3:33)
10. Ostatni List (Dernière lettre) (3:57)
11. Ya Khochu (Je veux) (5:06)

### Participations avec artistes variés
- 2005 : Noël sans pluie, une chanson sur disque numérique, artistes variés, auteur-compositeur: Pierre Lapointe, productions: Audiogram (ACDC-10194), 2005, 1 chanson, interprètes: Ariane Moffatt, Michel Rivard, Mara Tremblay, Paul Kunigis, et al., Montréal ; notes: chanson en soutien au Jeunes musiciens du monde. 2005 : Noël sans pluie

1. Noël sans pluie (artistes variés) (03 :32)

- 2008 :Un dimanche à la montagne secrète, disque numérique, artistes variés, production Folle Avoine, 2008 ; 9 chansons, interprètes : Jorane, Yves Lambert, Paul Kunigis et al. ; note: chansons enfantines 2008 : Un dimanche à la montagne secrète

1. ABCD (Martin Léon)
2. Les petits moineaux (Paul Kunigis)
3. L’hymne au printemps (Mara Tremblay, Jorane et Catherine Durand)
4. Matou en miniature (Jessica Vigneault)
5. Nager dans la neige (Christiane Duchesne et Paul Kunigis)
6. Bariti baratin (Yves Lambert)
7. Un coup de baguette (Michelle Campagne)
8. La luciole (Jorane)
9. Atas atas amimmi (Lynda Thalie)

- 2009 : Sleep Well mon Trésor : Ten Treasured French Lullabies, artistes variés, Montréal : La montagne secrète ; 2009, notes: berceuses françaises, disque d’une durée de 29 minutes (10 chansons) avec les interprètes : Paul Kunigis, Hart rouge et al. 2008 :  Sleep Well mon Trésor : Ten Treasured French Lullabies

1. La poule blanche [The White Hen] (Hart-Rouge / Hart / Rogue) (02:59)
2. Le concert des grenouilles [The Frog Concert] (Jeanne Cherhal) (03:04)
3. La luciole [The Firefly] (Jorane) (03:32)
4. Je serai un nuage [I'll be a Cloud] (Geneviève Bilodeau) (02:03)
5. La poulette grise [The Little Grey Hen] (Carmen Campagne) (02:46)
6. Do-do ti-chéri [Sleep Little Lovely One] (Hart-Rouge / Hart / Rogue) (03:10)
7. L’inondation [The Flood] (Ginette) (02:27)
8. Dodo bébé [Sleep Baby] (Hart-Rouge / Hart / Rogue) (02:41)
9. Je t’aime plus que trop [I Love You Too Much] (Paul Kunigis) (01:51)
10. La poule aux œufs d’or [The Hen That Laid Golden Eggs] (Luc De Larochellière) (04:45)

### Compilations
- 2002 : Les plaisirs de la découverte, artistes variés, Montréal: Audiogram (AUDIOGRAM022), 2002 ; 8 pistes, interprètes : Jeszcze Raz, Lhassa De Sella, Mara Tremblay, et al. 2002 : Les plaisirs de la découverte

1. Café noir" (Jeszcze Raz avec Paul Kunigis) (4:28)
2. Mystic noir" (Chango Family) (7:49)
3. Le chanteur devant le micro" (Yves Desrosiers) (4:38)
4. Philip Black Blue" (Alain Lefèvre) (5:26)
5. El Desierto" (Lhasa*) (3:52)
6. Drink" (Fredric Gary Comeau) (3:45)
7. Home" (Steve Hill) (4:42)
8. Elvis" (Mara Tremblay) (4:03)

- 2003 : On connaît la chanson, artistes variés, Montréal: Agence Spectra-Scène, 2003, 19 chansons, interprètes ; Jeszcze Raz, Zachary Richard, Paul Piché et al. ; note: chansons en différentes langues (français, anglais, polonais, portugais) 2003 : On connaît la chanson

1. La vallée des réputations (Jean Leloup)
2. Je combats le spleen (Stefie Shock)
3. Qu’est-ce que tu vas faire (Paul Piché)
4. Ostie qu’y s’lève tard (Marc Déry)
5. Point de mire (Ariane Moffatt)
6. La mesure de ma démesure (Mino Cinelu)
7. Chante encore (Daniel Bélanger)
8. Quelle mouche t’a piqué (Louise Forestier)
9. Nuvole rosse (Cirque Eloize ; Lucie Cauchon)
10. Baby neném (Bïa)
11. Czarna kawa = Café noir (Jeszcze Raz)
12. Paramatman (Chango Family)
13. Pagayez (Zachary Richard)
14. Home (Steve Hill)
15. Mirador (Fredric Gary Comeau)
16. Dis-moi qu’tu m’aimes (Jim Corcoran)
17. Ne dis rien (Claude Léveilée)
18. Pars, mon bel oiseau (Michel Rivard)
19. Fantastique (Denis Drolet)

- 2003 : Global Rythmes[26], artistes variés, États-Unis: Global Rythmes on Disc, 2003 ; 13 pistes, interprètes : Jeszcze Raz/Paul Kunigis, Dalinda, Kassé Mady Diabaté et al. ; note : contient un livret 2003 : Global Rythmes

1. Send Me (Hugh Masekela) (06:01)
2. Mzilikazi (Dorothy Masuka) (05:00)
3. Put A Little Love (Lucky Dube) (06:45)
4. Bati (Bill Laswell Featuring Gigi) (07:49)
5. Nkosi Sikelela (The Alexandra Youth Choir) (04:54)
6. Must Be Six Degrees (Samsara Sound System) (04:44)
7. Yeslam Galbak (Dalinda*) (03:27)
8. Eh Ya Ye (Kassé Mady Diabaté) (04:22)
9. Boog A Loo (Adrian Sherwood) (05:18)
10. Parapoderembolar (Cabruêra) (04:31)
11. Animate (Zemog*) (03:56)
12. El Nino Del Viento (Los Ninos De Sara) (03:20)
13. Czarna Kawa (Jeszcze Raz) (04:32)

- 2003 : Minimax PL (Piotr Kazkowski Poleca), artistes variés, Pologne: Sonic records (SON188), 2003, 15 pistes, durée 70 minutes, interprètes: Kolorofon, Doktór Hałabała, Jeszcze Raz/Paul Kunigis, et al. 2003 : Minimax PL

1. Szłiki (Les Bigos) (3:07)
2. Połączenia  (Kombajn Do Zbierania Kur Po Wioskach) (6:32)
3. Przezroczysta  (Kolorofon) (3:37)
4. Ulice  (Oranżada) (6:32)
5. Jeszie  (Yeshe) (5:13)
6. Ken-Ke Lai  (Hetane) (3:48)
7. Sell My Pulse Remix  (Children) (5:22)
8. Intro / Bad Dreams (Freak Of Nature (3) (6:07)
9. Drzewo  (Her) (3:52)
10. Planety I Liście  (Materac) (3:13)
11. Piosenka Telegrafistki  (Doktór Hałabała I Siedmiu Zbójów) (2:12)
12. I Tak Dalej  (Bukartyk* & Sekcja) (3:51)
13. Bogin  (Fallin'...) (5:49)
14. Na Harie Łużok (Teatr Kotelioty) (1:06)
15. Shequette  (Jeszcze Raz) (9:21)

- 2004 : Les incontournables musiques du monde, artistes variés, Montréal: EMI Music Canada (724387525221), 14 pistes ; plusieurs interprètes: Fairuz, Ayub Ogada, Jeszcze Raz/Paul Kunigis et al. 2004 : Les incontournables musiques du monde

1. Obiero (Ayub Ogada) (5:40)
2. Covered Saints (Carlinhos Brown) (2:45)
3. Delali (Kékélé) (4:52)
4. Ojos Negros (Raúl Garello Y Su Orquesta Típica) (3:22)
5. Cepa Andaluza (Paco De Lucía) (5:50)
6. Mi Corazón Me Recuerda (Lila Downs) (4:31)
7. Bamidbar (Jeszcze Raz) (5:19)
8. News From Nowhere (Afro Celt Sound System) (4:10)
9. Amman (Fairuz) (6:58)
10. Maya (Susheela Raman) (4:35)
11. Little Land (Shem-Tov Levi) (3:25)
12. Le Déserteur (Michel Faubert) (3:55)
13. Bi Lambam (Toumani Diabaté) (5:00)
14. A Vava Inouva (Idir) (4:25)

- 2004 : Le monde de Belle et Bum[3], artistes variés, Montréal: Trilogie Musique (TLGCD-1004), 2004, interprètes: Lorraine Klaasen, Paolo Ramos, Jeszcze Raz/Paul Kunigis et al. ; note: enregistrement live devant public et caméras[27] 2004 : Le monde de Belle et Bum

1. El tema (Carlos Placeres) (2:46)
2. Sak Passé (Kulcha Connection) (3:53)
3. Che la vita (Marco Calliari) (3:48)
4. Czarna Kawa (Paul Kunigis) (4:13)
5. Ya Rayah (Lynda Thalie) (3:19)
6. Pé Leténel (Emeline Michel) (4:14)
7. Ti-mari (Luck Mervil) (4:57)
8. Bayasilandela (Lorraine Klaasen) (4:25)
9. Jeito de Ser (Paolo Ramos) (3:10)
10. Dund (Les frères Diouf) (6:48)

## Édition

### Livres-disques jeunesse
Infos tirées du site de la maison d'édition La montagne secrète, de Discogs et de BAnQ.
- 2003 : Dodo la planète do, Mali-Louisiane, un conte de Patrick Lacoursière, ill. Sylvie Bourbonnière, Montréal : La montagne secrète ; 2003, 36 p., 21 cm X 21 cm ; notes: berceuses du monde entier, accompagné d'un CD d'une durée de 49 minutes (14 chansons) avec les interprètes : Paul Kunigis, Hart rouge et al. ; paru aussi sous le nom anglais: Dream Songs-Night Songs, From Mali to Louisiana ;  (ISBN 978-2-923163-06-2). 2003 : Dodo la planète do, Mali-Louisiane

1. Chanson gitane (Michelle Campagne) (03:31)
2. Little Fishy (Paul Campagne) (03:17)
3. Owaiyare (Mary Fujiwara Burke) (03:59)
4. Kondo/Serré fort dans tes bras (H'Sao) (04:01)
5. Dodo bébé (Hart-Rouge) (02:40)
6. Sadraskwio (Nathalie Picard) (03:24)
7. Na wojtusia z popielnika (Paul Kunigis, Michelle Campagne) (04:11)
8. Thula Thula (Suzanne Campagne, H'Sao) (03:09)
9. La ninna nanna del cavallino (Suzanne Campagne) (03:46)
10. Los pollitos dicen (Juan Jose Carranza) (03:20)
11. Yeraz (Sylva Balassanian) (03:46)
12. Durme hermosa donzella (Suzanne Campagne) (04:13)
13. Je te dis merci (Michelle Campagne) (03:13)

- 2005 : Le petit chien de laine", chansons de Lionel Daunais, ill. Marie Lafrance, Montréal : La montagne secrète ; 2005, 40 p., 21 cm X 21 cm ; notes: chansons québécoises, accompagné d'un CD d'une durée de 37 minutes (13 chansons) avec les interprètes : Paul Kunigis, Michel Rivard et al. ;  (ISBN 978-2-923163-20-8). Aussi vendu en CD  (ISBN 2-923163-21-4). 2005 : Le petit chien de laine

1. Le petit chien de laine (Pascale Bussières & Martin Léon) (3:51)
2. Sautons sur le carreau (Mes Aïeux) (2:10)
3. La girouette (Michel Rivard (0:34)
4. Le marteau (Martin Léon) (3:16)
5. Le kangouroucoq (Ginette) (2:07)
6. Les petits moineaux (Paul Kunigis) (3:01)
7. Les mitaines mitées (Alain Lamontagne (4:25)
8. La tortue (Yves Lambert) (3:01)
9. Le tournevis (Ginette (1:56)
10. Le pantalon long (Mes Aïeux (4:03)
11. Les semelles (Yves Lambert) (2:39)
12. L'inondation (Ginette (2:27)
13. Grand-père (Michel Rivard) (3:35)

- 2008 : Dodo la planète do, Belgique-Brésil, un conte de Patrick Lacoursière, ill. Sylvie Bourbonnière, Montréal : La montagne secrète ; 2008, 36 p., 21 cm X 21 cm ; notes: berceuses du monde entier, accompagné d'un CD d'une durée de 48 minutes (13 chansons) avec les interprètes : Paul Kunigis, Hart rouge et al. ;  (ISBN 978-2-923163-52-9) ; paru aussi sous le nom anglais: Dream Songs-Night Songs, From Belgium to Brazil (ISBN 978-2-923163-32-1). 2008 : Dodo la planète do, Belgique-Brésil

1. Nade gau (Hart-rouge) (3:50)
2. Acalanto (Bïa) (3:34)
3. Diarabi (Zal Idrissa Sissikho) (4:20)
4. Fais nanan m'tchou (Hart-rouge) (2:36)
5. Atas atas amimmi (Lynda Thalie) (4:45)
6. Tumbalalaïka (Paul Kunigis) (3:25)
7. O Sey'a (Muna Mingole) (2:39)
8. Breçairòla per la nena (Luc Lopez) (4:05)
9. C'est la nuit mon petit ange (Hart-rouge) (3:18)
10. Die Blümelein sie schlafen (Suzanne Campagne) (4:05)
11. Dodo pti baba (Muna Mingole) (3:54)
12. Ndormenzete popin (Marco Calliari) (3:18)
13. We Are the Boat (Somos el barco)  (Penny Lang) (4:18)

- 2009 : Wapiti ! (Un abécédaire en chansons), textes de Christiane Duchesne, musique de Paul Kunigis, ill. Geneviève Côté, Montréal : La montagne secrète ; 2009, 48 p., 21 cm X 21 cm ; notes: accompagné d'un CD d'une durée de 49 minutes (24 chansons) avec les interprètes : Paul Kunigis, Jérôme Minière et al. ;  (ISBN 978-2-923163-43-7). Aussi en format CD seulement[28]. 2009 : Wapiti, un abécédaire en chanson

1. Ah, ah, ah ! C'est toi qui as fait ça ? (Marie-Marine) (1:36)
2. Un tout petit bateau (Paul Bellemare) (1:49)
3. Edgar le canard (Mononc' Serge) (2:29)
4. Gros doudou (Mononc' Serge) (1:18)
5. Les enfants de l'éléphant (Paul Kunigis) (2:16)
6. Un fantôme à vélo (Thibaud de Corta) (2:11)
7. Les grimaces de la tortue (Jérôme Minière) (1:10)
8. J'irai voir les hirondelles (Alexis Meunier Kunigis) (2:02)
9. Des images comme des nuages (Jérôme Minière) (1:51)
10. Jon le pigeon (Thibaud de Corta, Paul Bellemare) (2:05)
11. Monsieur Ka le koala (Christophe Daudelin) (1:49)
12. Libellule, libellule (Soraya Benitez) (1:21)
13. Non marmotte, pas de carottes (Thibaud de Corta) (2:06)
14. Nager dans la neige (Jérôme Minière) (2:21)
15. Six jolis œufs qui craqueront (Thibaud de Corta) (2:14)
16. Quatre petits chatons (Paul Kunigis) (0:37)
17. Je veux voir Simon le criquet (Thibaud de Corta, Paul Bellemare) (2:06)
18. Je t'aime plus que trop (Paul Kunigis) (1:51)
19. Rien qu'un ? (Alexis Meunier Kunigis) (0:36)
20. Les merveilleux vers de terre (Mononc' Serge) (3:21)
21. Un très gros wapiti (Paul Kunigis) (1:41)
22. Le xylophone et le yoyo (Marie-Marine) (3:35)
23. Zut, c'est déjà terminé (Marie-Marine, Jérôme Minière) (2:41)
24. On recommence ! (Marie-Marine, Jérôme Minière) (4:17)

- 2012 : W Is for Wapiti! (An Alphabet Booksong), paroles de Christiane Duchesne (traduite en anglais par P. Kunigis), musique, réalisation et enregistrement par Paul Kunigis ; Montréal: La Montagne secrète, 2012, 52 p., 21 cm X 21 cm ; notes: accompagné d’un CD d’une durée de 51 minutes (24 chansons) avec les interprètes : Karen Young et Glen Bowser;  (ISBN 978-2-923163-83-3). 2012 : W Is For Wapiti, An Alphabet Songbook

1. Aha! Aha! Did you do that? (Karen Young) (1:33)
2. Itsy-Bitsy Tiny Boat (Glen Bowser) (1:48)
3. Clickety Cluck the Duck (Karen Young) (2:27)
4. Love to Dream (Glen Bowser) (1:16)
5. Mister Elephant (Glen Bowser) (2:14)
6. The Fruit-Filled Flans of the Friendly Ghost (Glen Bowser) (2:12)
7. I'm a Twisted Turtle With a Goofy Grin (Glen Bowser) (1:09)
8. High Like the Swallows in the Sky (Mia Gallant) (2:01)
9. Imagine That (Karen Young) (1:49)
10. John the Pigeon (Karen Young, Glen Bowser) (2:03)
11. Mister Ka the Koala (Glen Bowser) (1:49)
12. Little Louisa Damselfly (Karen Young, Luka Gallant) (1:20)
13. My Marmot and Me (Karen Young, Glen Bowser) (2:04)
14. When My Nose Is Numb (Karen Young) (2:19)
15. One Plus Two Plus Three Oval Eggs (Karen Young) (2:13)
16. Papa's Quiet Rascals (Toby Gallant, Glen Bowser) (0:36)
17. Simon the Cricket (Karen Young, Glen Bowser) (2:06)
18. Too Much (Karen Young, Glen Bowser) (1:50)
19. Just One Unit? (Karen Young) (0:32)
20. VIPs of the Earth (Glen Bowser) (3:20)
21. A Humongous Wapiti (Glen Bowser) (1:40)
22. The Xylophone and the Yoyo (Karen Young) (3:31)
23. Zoom, Zoom, Zoom (Karen Young, Glen Bowser) (2:39)
24. Let's Sing It Again (Karen Young, Glen Bowser) (4:17)

- 2015 : Il pleut à boire debout !  (Chansons de chiens et de chats), ill. Marie-Ève Tremblay, Montréal: La Montagne secrète, 2015, 21 cm X 21 cm ; 36 p., notes: compilation pour souligner les 15 ans de La montagne secrète, livre accompagné d’un CD d’une durée de 28 minutes (10 chansons) avec les interprètes : Paul Kunigis, Daniel Lavoie et al.,  (ISBN 9782924217719). 2015 : Il pleut à boire debout

1. Ah ! La vache (Daniel Lavoie) (2:43)
2. Hé ! Que c’est zaza (Carmen Campagne) (4:03)
3. Le chat musicien (Enzo Enzo) (3:05)
4. Douze chatons (Thomas Hellman, Émilie Clepper) (2:26)
5. Trois souris s’en allaient gaiement (Dumas) (2:33)
6. Quatre petits chatons (Paul Kunigis) (0:36)
7. Mon chien d’amour (Geneviève Bilodeau) (3:37)
8. Thelma la vache et Bozo le chien (Carmen Campagne) (2:55)
9. Matou en miniature (Jessica Vigneault) (1:44)
10. Berceuse à mon chien (Florence K) (3:12)

- 2018 :Tam ti delam, ill. Marie Lafrance ; Montréal: production La montagne secrète, 2018 ; 27,5 cm x 21 cm ; 48 p., notes: accompagné d’un CD d’une durée de 31 minutes (10 chansons) avec les interprètes : Paul Kunigis, Mes Aïeux, Thomas Hellman et al.,  (ISBN 9782924774274). 2018 : Tam ti delam

1. Sautons sur le carreau (Mes Aïeux) (2:10)
2. L’alouette du matin (Mara Tremblay) (2:38)
3. L’alphabet des animaux (Thomas Hellman, Émilie Clepper) (2:11)
4. Le matin en patins (Ariane Moffatt) (1:51)
5. À la ferme de grand-père (Florence K, Catherine Major, Dumas, Alexandre Désilets, Steve Normandin, Andrea Lindsay) (3:45)
6. Les petits moineaux (Paul Kunigis) (3:01)
7. Autrefois j’avais une vieille poule (Thomas Hellman, Émilie Clepper) (4:18)
8. La luciole (Jorane) (3:34)
9. Les vacances (Bïa) (3:03)
10. L’hymne au printemps (Mara Tremblay, Jorane, Catherine Durand) (3:48)

### Livre
- 2014 : Voies migrantes : naître ailleurs, vivre ici, Kunigis, Paul et Véronique Marcotte ; Montréal : Québec Amérique, 2014, 168 p., 22 cm, notes : illustrations en couleur ;  (ISBN 978-2764425671)

## Trames sonores

### Théâtre
- 2004 : Copeaux de neige, texte de Louis-Philippe Paulhu, théâtre d’objets et de marionnettes, musique de la trame sonore par Paul Kunigis (composition, réalisation, enregistrement)[3].

### Télévision et film
- 1998 : Ces enfants d’ailleurs, série télé diffusée à TVA, composition et enregistrement de quelques chansons pour la série.
- 2004 : La pension des étranges, film réalisé par Stella Goulet.

### Patinage artistique
- 2005-2006 : Jeux olympiques d'hiver de 2006 de Turin, trame sonore du programme style libre des patineurs en couple canadiens, Craig Buntin et Valérie Marcoux ; chorégraphie de Julie Brault, sur la musique Our Song de Paul Kunigis.

## Comédien
- 2016 : il joue le rôle principal de Samuel Badaszcs aux côtés de Luc Picard, Géraldine Pailhas, Marcel Sabourin dans le film de Raphael Nadjari "Mobile étoile (Night Song)"[3]. Le film a été récompensé en obtenant le prix Tobias Szpancer dans la catégorie “Entre identité juive et israélite" au 32e Festival international du film de Haïfa en Israël en 2016[25].

## Nominations, prix ou distinctions

### ADISQ
2002 : Balagane, avec le groupe Jeszcze Raz,est en nomination au gala de l’ADISQ, dans la catégorie Album de l’année - Musiques du monde
2005 : 2 Univers, en nomination au gala de l’ADISQ, dans la catégorie Album de l’année - Musiques du monde
2007 : Exodus, en nomination au gala de l’ADISQ, dans la catégorie Album de l’année - Musiques du monde
2009 : Wapiti !, en nomination au gala de l’ADISQ, dans la catégorie Album de l’année - Jeunesse (2009)
2013 : 1 moment !, en nomination au gala de l’ADISQ, dans la catégorie Album de l’année - Musiques du monde
2021 : Yallah, en nomination au gala de l’ADISQ, dans la catégorie Album de l’année - Musiques du monde

### Autres nominations et prix
2003 : Juno du Meilleur album de musique du monde au Canada en 2003.
2005 : Croix du Mérite (Pologne),catégorie argent. Cette décoration est décernée par le gouvernement de la Pologne à des personnes émérites.
2011 : Wapiti !, voté un des cent meilleurs disques jeunesse en France.
2012 : W is for Wapiti, obtient le en:Parents' Choice Award.